# 福岡市文學館

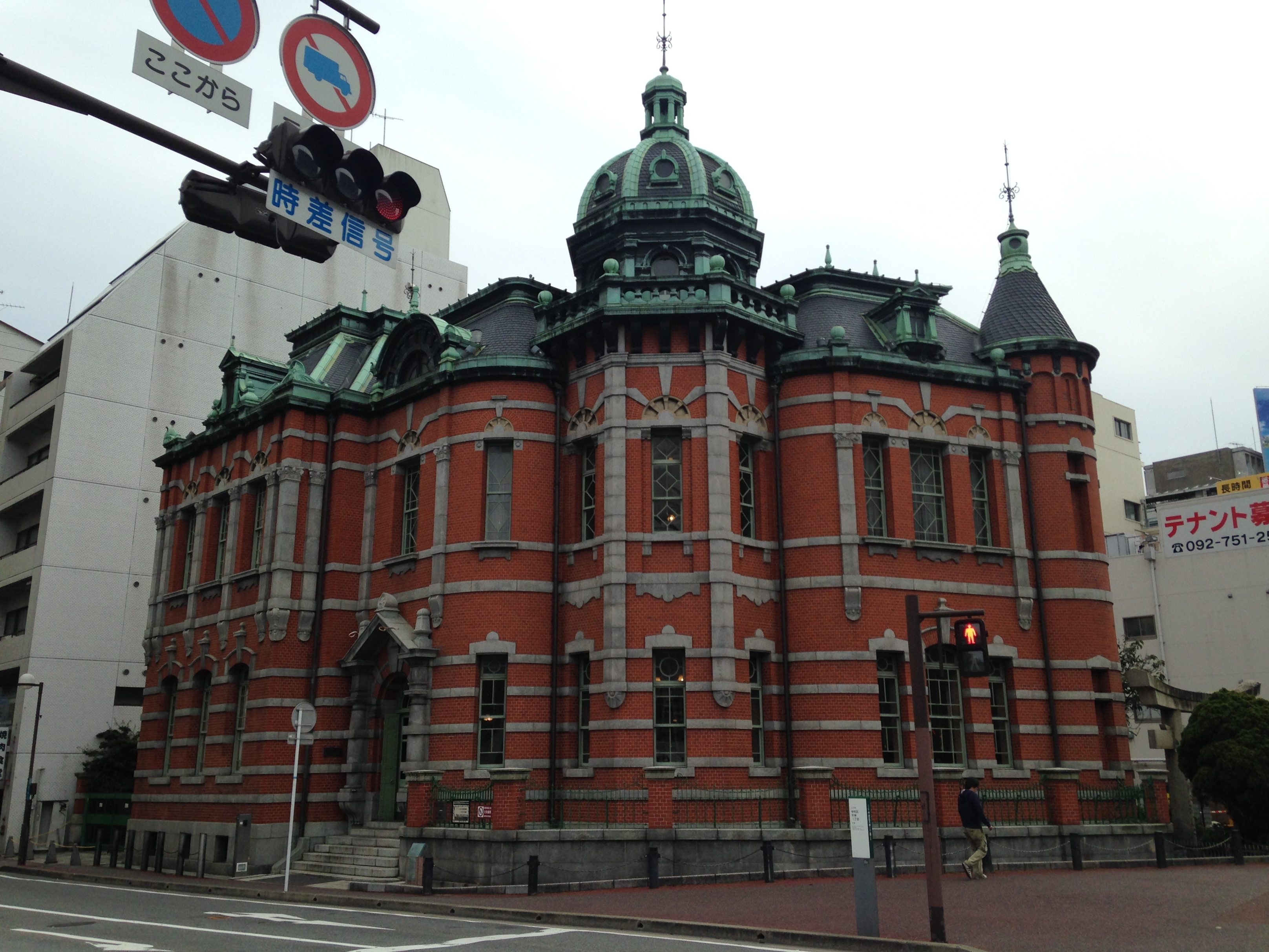
福岡市文學館

福岡市文學館（日语：ふくおかしぶんがくかん）是一座位於日本福岡縣福岡市中央區的一座建築，又稱赤煉瓦文化館。

## 历史
該建築竣工於1909年，最初是日本生命保險的九州支店。建築設計者是東京車站的設計者辰野片岡建築事務所（辰野金吾和片岡安）。2002年博物馆建成开馆。

## 外部連結
- JRおでかけネット 福岡市文学館

33°35′35.2″N 130°24′6.7″E / 33.593111°N 130.401861°E